# Фурії Кальдерона
«Фурії Кальдерона» (англ. Furies of Calderon) — перший роман у серії «Кодекс Алери» Джима Бучера. Вперше роман був опублікований видавництвом Ace Books у Сполучених Штатах у твердій палітурці 5 жовтня 2004 року, а потім у м’якій палітурці 26 червня 2005 року. Orbit Books опублікувало роман у м’якій палітурці у Сполученому Королівстві в грудні 2009 року.
Роман змальовує події, що розгортаються навколо молодого хлопця на ім’я Таві, який не має здібностей в заклинанні фурій. 
Роман був добре прийнятий, критики високо оцінили повернення Бучера до більш традиційного епічного фентезі, швидкий темп та його опис антагоністів.

## Сюжет
Події відбуваються в імперії, що має назву "Алера", жителі якої за багато століть розвинули в собі здібності створювати зв'язки з "фуріями" - стихійними містичними істотами (заклинати фурій), і цей зв'язок дозволяє людям керувати стихіями: водою, повітрям, землею, вогнем, деревом і металом.
Молода жінка на ім’я Амара подорожує зі своїм наставником Фіделіасом, виконуючи завдання Першого Лорда, як свій випускний іспит. Амара закінчує навчання, щоб стати одним із Курсорів, агентів, посланців і шпигунів Першого лорда Алери, Гая Секста. Вони проникають у табір найманців, як купці. Амару ув'язнює заклиначка води на ім’я Одіана. Потім вона дізнається, що Фіделіас зрадив Першого Лорда на користь одного з Верховних лордів. Одіана — коханка Олдріка екс-Гладіуса, найкращого фехтувальника з часів Араріса Валеріана, легендарного фехтувальника, який був на службі Принцепса Алери, покійного сина Першого Лорда. Зрештою Амара втікає і входить в контакт з Першим Лордом. Він доручає їй відправитися в місто Гаррісон.
Історія переходить до стедгольда (стедгольд — невелике поселення), головою якого є Бернард — чоловік, який втратив дружину та дітей і залишився зі своєю сестрою Ісаною та їхнім племінником Таві, який є підпаском та в якого не розвинулась здатність заклинача фурії будь-якої стихії. Таві виявляє, що частина овець зникла. Вони з Бернардом вистежують овець, коли на них нападає воїн-марат. Марати і алеранці постійно знаходились в стані війни ще до народження Таві. За декілька років перед подіями книги під час однієї з битв між алеранцями та маратами було вбито сина Гая Секста, Принцепса Септимуса. Марати — войовничий народ, марати не вміють заклинати фурії, натомість вони здатні створювати зв'язки з тваринами (тотемами) та отримувати від них різні здібності. Тотемами можуть бути бойові птахи, коні, лиси, вовки чи інші тварини. Під час бою Таві та Бернард вбивають бойового птаха воїна, але в ході поєдинку Бернард отримує поранення. Таві біжить на допомогу, коли розпочинається шторм, в ході якого вітряні фурії починають нападати. Шукаючи притулку, він знаходить Амару (яка видає себе за рабиню), і вони знаходять Меморіал Принцепса (місце поховання Принцепса Септімуса). Бернард повертається до свого стедгольда (з допомогою своєї земляної фурії), де Ісана використовує свої здібності заклинання своєї водяної фурії, щоб зцілити його. Тоді Бернард знаходить Таві, а з ним і Амару та повертає їх до стедгольда. Фіделіас, Одіана та Олдрік шукають Амару, потрапляють в стедгольд Бернарда, залишаються в стедгольді, щоб ніби-то перечекати негоду, виявляють Амару та намагаються її схопити. Амара і Таві тікають разом із Фейдом, рабом стедгольда, який має розумові відхилення та клеймо дезертира з війська, і разом вони біжать лісом до Гаррісона, аби розказати про можливий напад племен Маратів на долину.
На Таві та Фейда нападає Корд, голова Кордгольда та работорговець. Під час бою Бернард і Амара атакують Корда, але починають атакувати і Фіделіас, Одіана та Олдрік. Олдрік вбиває сина Корда Біттана. Ісана, аби допомогти брату, використовує водяну фурію та змушує річку вийти з берегів і створює короткочатну повінь. Герої розділяються: Бернард і Амара йдуть в одну сторону, Таві і Фейд в іншу, Ісану та Одіану Корд приводить в Кордгольд. Таві та Фейд захоплені Маратом на ім'я Дорога, він є лідером одного з племен. Одіану ґвалтують Корд і його поплічники. Бернард і Амара досягають гарнізону, де починають готувати містечко до можливого нападу Маратів. 
Фіделіас і Олдрік йдуть до лідера Маратів Ацурака, який вирішує негайно вторгнутися в Гаррісон. Але Ацурак  вимагає і отримує кинжал Верховного лорда, від імені якого діє Фіделіас, як доказ їх союзу. 
Таві переконує Дорогу дозволити йому пройти випробування, яке може зупинити напад на Гаррісон. Таві змагаєть з Китаї, дочкою Дороги, і виграє, також рятує життя Китаї в процесі. Протягом випробування між Таві та Китаї стровюється зв'язок, який змінює колір її очей на колір очей Таві.
Арік, син Корда, допомагає Ісані та Одіані втекти з Кордгольда, і вони прямують до Гаррісону. Таві та Дорога теж прямують до Гарнізону, щоб зупинити Ацурака, який вже штурмує місто. Дорога викликає Ацурака на двобій і вбиває Ацурака. Таві возз’єднується з Бернардом та Ісаною, маючи при собі кинжал, який носив Ацурак. На них нападають Фіделіас і Олдрік, вони з легкістю перемагають Бернарда і Амару. Потім Фейд атакує Олдріка, перемагає його (що є натяком на те, що за образом раба Фейда ховається хтось інший) та залишає в живих. Фіделіас скидає Фейда зі стіни, забирає кинджал Верховного лорда Аквітейна.
Гаррісон пережив напад, і Перший Лорд винагородив Таві стипендією в Академії. Бернард і Амара стають графом і графинею Гаррісону, а Ісана отримує титул громадянки, що робить її першою жінкою, яка коли-небудь володіла стедгольдом і отримала громадянство завдяки заслугам, а не шлюбу.
Фіделіас і Олдрік повертаються до Аквітанії, їх вітає Інвідія, дружина Верховного лорда Аквітейна. Виявляється, що Верховний лорд Аквітейн спить з дружиною Гая Секста Карією.

## Сприйняття
Річ Роджерс в своєму позитичному огляді книги на сайті The Independent (St. George, Utah) стверджує, що "книга починається з вибуху енергії, який не стихає до останнього. Від самого початку — коли Амара проникає в табір повстанців — і до останньої битви, темп сюжету не сповільнюється, а події — як величезні американські гірки з безліччю петель."
Джил Т. Уілсон в своєму огляді на сайті SF Site стверджує (при огляді лише першої книги), що весь цикл Кодекс Алери є визначним фентезійним циклом, якщо всі книги будуть за рівнем, як перша. "Будьте готові до повного діапазону емоцій та веселого читання", - обіцяє Джил. 
Девід Стойт оцінює книгу на 7 балів з 10 можливих, зауважуючи, що Джим Бучер знаходить "дивний, але підходящий баланс між персонажами". "Поганці сюжету реалістичні, а їх мотивація пояснена. Це додає їм правдоподібності."